# Vesicularia caloblasta
Vesicularia caloblasta är en bladmossart som beskrevs av Brotherus och Hugh Neville Dixon 1915. Vesicularia caloblasta ingår i släktet Vesicularia och familjen Hypnaceae. Inga underarter finns listade i Catalogue of Life.